# Čerín
Čerín (ungarisch Cserény – bis 1888 Cserin, deutsch Tscherin) ist eine Gemeinde in der Mitte der Slowakei mit 446 Einwohnern (Stand 31. Dezember 2024) und gehört zum Okres Banská Bystrica, einem Landkreis des Banskobystrický kraj.

## Geographie

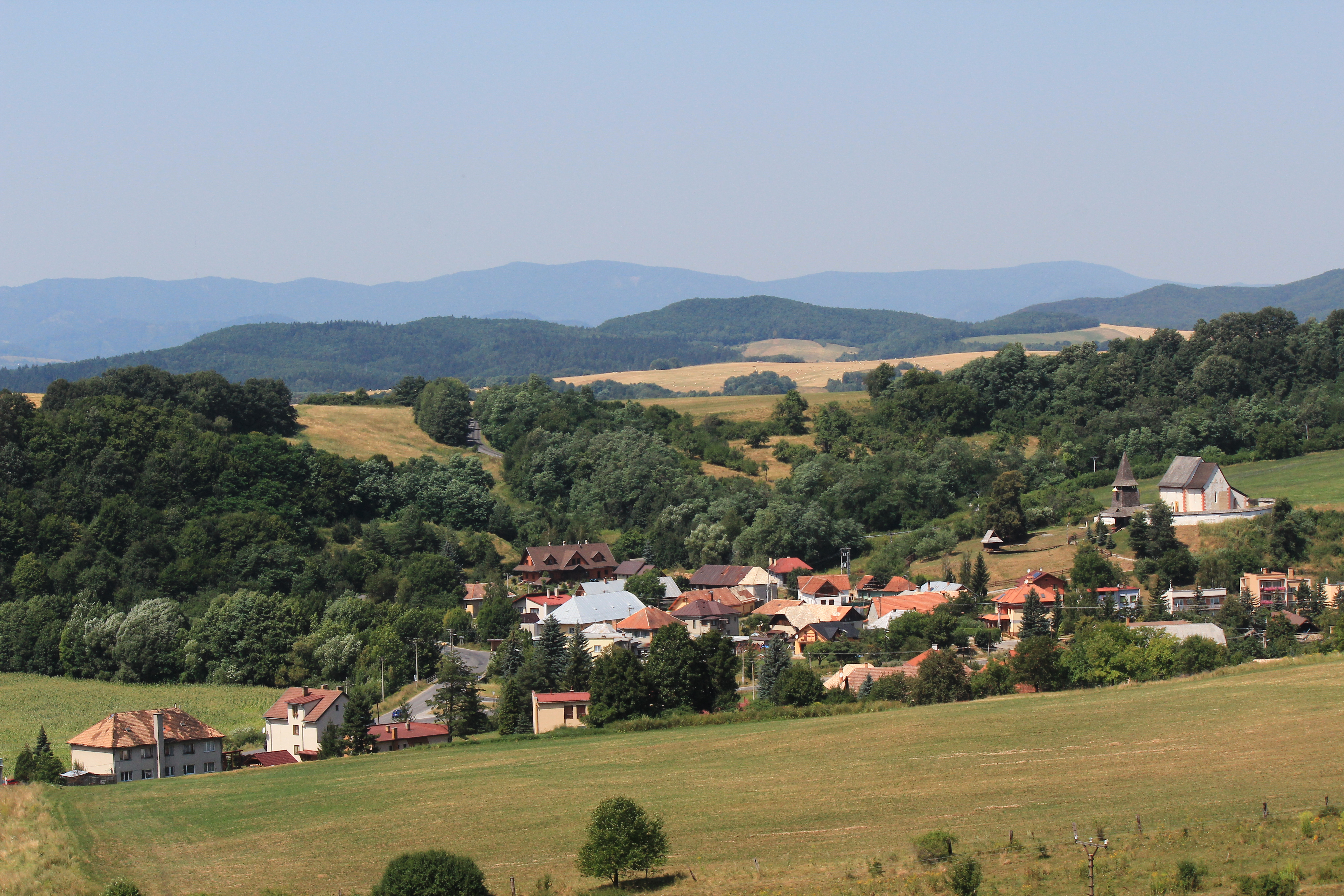
Ansicht von Čerín und Umgebung

Die Gemeinde befindet sich im bergigen Teil des Talkessels Zvolenská kotlina, im Tal des Baches Zolná. Das Ortszentrum liegt auf einer Höhe von 405 m n.m. und ist 14 Kilometer von Banská Bystrica und 15 Kilometer von Zvolen entfernt.
Neben dem Hauptort Čerín gehört auch der 1976 eingegliederte Ort Čačín zur Gemeinde.
Nachbargemeinden sind Môlča und Oravce im Norden, Dúbravica im Nordosten, Hrochoť im Osten, Sebedín-Bečov im Süden und Dolná Mičiná im Westen.

## Geschichte

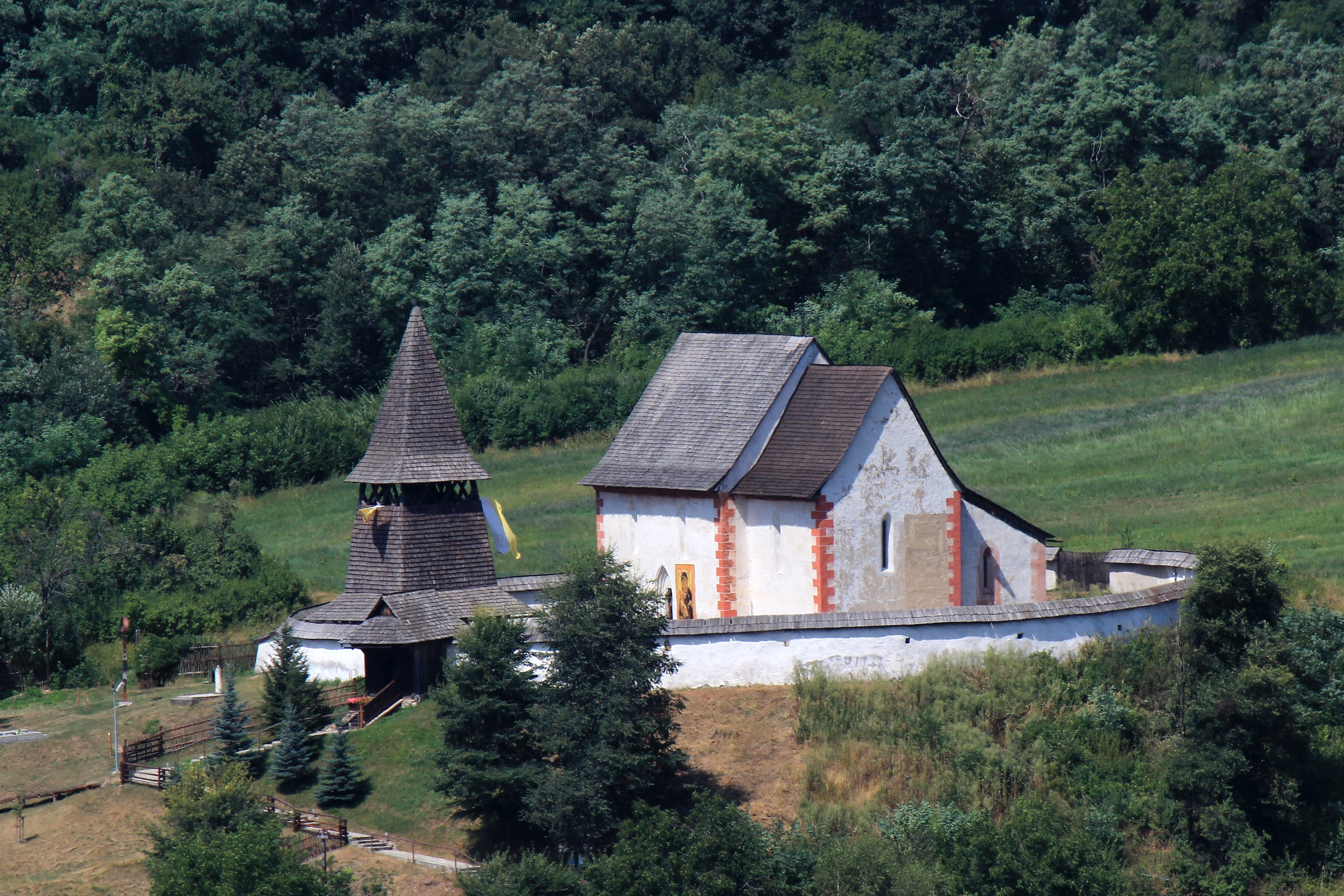
Martinskirche und Holzglockenturm

Čerín wurde zum ersten Mal 1300 als Cheren schriftlich erwähnt, als Teil des vorher unbewohnten Waldstücks im Herrschaftsgebiet von Sohl. 1424 kam der Ort zum Gut des Schlosses Vígľaš. 1578 wurde das Dorf von den Türken geplündert und war im späten 16. Jahrhundert gegenüber dem Osmanischen Reich tributpflichtig. 1828 zählte man 32 Häuser und 241 Einwohner, die vorwiegend als Landwirte beschäftigt waren.
Bis 1918 gehörte der im Komitat Sohl liegende Ort zum Königreich Ungarn und kam danach zur Tschechoslowakei beziehungsweise heute Slowakei.

## Bevölkerung
| Jahr                | 1994 | 2004     | 2014    | 2024    |
| ------------------- | ---- | -------- | ------- | ------- |
| Anzahl der Personen | 397  | 437      | 459     | 446     |
| Unterschied         |      | +10,07 % | +5,03 % | −2,83 % |

| Jahr                | 2023 | 2024    |
| ------------------- | ---- | ------- |
| Anzahl der Personen | 456  | 446     |
| Unterschied         |      | −2,19 % |

Nach der Volkszählung 2011 wohnten in Čerín 445 Einwohner, davon 419 Slowaken, drei Mährer und ein Magyare. 22 Einwohner machten keine Angabe zur Ethnie.
196 Einwohner bekannten sich zur Evangelischen Kirche A. B., 123 Einwohner zur römisch-katholischen Kirche, 10 Einwohner zur griechisch-katholischen Kirche, jeweils sieben Einwohner zu den Baptisten und zur altkatholischen Kirche und zwei Einwohner zur evangelisch-methodistischen Kirche; zwei Einwohner bekannten sich zu einer anderen Konfession. 66 Einwohner waren konfessionslos und bei 32 Einwohnern wurde die Konfession nicht ermittelt.

## Bauwerke
- römisch-katholische Martinskirche im gotischen Stil aus der ersten Hälfte des 14. Jahrhunderts, im 15., 17. und 18. Jahrhundert umgebaut beziehungsweise erneuert. Sehenswert sind Beispiele der gotischen Wandmalerei sowie Holzdecke im Frührenaissance-Stil. Innerhalb der im späten 16. Jahrhundert erbauten Wehrmauer findet man noch einen Holzglockenturm.